# Neepawa
Neepawa es un pueblo canadiense situado en la provincia de Manitoba.

## Superficie
Neepawa tiene una superficie de 17,09 km².

## Demografía
En 2021, tenía 5685 habitantes, una densidad poblacional de 332,7 hab./km², y 1946 viviendas.